# Texas Cannonball
《Texas Cannonball》은 미국의 블루스 기타리스트이자 가수인 프레디 킹의 아홉 번째 스튜디오 음반으로, 1972년 1월 24일, 셸터 레코드에서 발매되었다. 이 음반은 킹이 셸터 레코드에서 녹음한 세 장의 음반 중 두 번째 음반으로, 리언 러셀과 데니 코델이 프로듀싱했으며, 일렉트릭 블루스와 블루스 록의 역동적인 믹싱을 선보인다.
킹의 블루스 표준 재해석과 그의 강력한 연주는 음반의 비평가들의 찬사를 받았으며 1970년대 초반 블루스 부흥기에서 그의 역할을 확고히 했다.
《Texas Cannonball》은 킹의 가장 유명한 작품 중 하나로 남아 있으며, 이후 블루스와 록 음악가들에게 중요한 영향을 미친 작품으로 자주 언급된다.

## 배경
1971년 음반 《Getting Ready...》의 성공 이후, 프레디 킹은 셸터 레코드에서 리언 러셀, 데니 코델과 협력하여 《Texas Cannonball》을 프로듀싱했다.
이 음반에는 존 포거티, 로웰 풀슨, 리언 러셀, 빌 위더스, 킹의 자작곡 〈You Was Wrong〉 등 커버곡과 오리지널 곡이 혼합되어 있다.
《Texas Cannonball》에는 기타에 돈 프레스턴, 베이스에 칼 래들, 드럼에 짐 고든의 기여가 포함되어 있다.

## 커버 아트
《Texas Cannonball》의 커버 아트는 1960년대와 1970년대 텍사스 반문화 운동의 저명한 인물인 미국 예술가 짐 프랭클린에 의해 만들어졌다. 아르마딜로가 등장하는 초현실적인 일러스트로 유명한 이 커버는 프레디 킹이 기타에서 뛰어오르는 아르마딜로와 함께 블루보넷 밭에서 분출하는 장면을 극적으로 묘사한 것이 특징이다. 이는 프랭클린의 작품에서 반복되는 모티브이다.
이 일러스트레이션은 미국 대통령 린든 B. 존슨이 선호했던 텍사스 풍경화가 퍼피리오 설리너스에게 헌정하는 작품이기도 한다. 프랭클린은 사이키델릭 이미지와 지역 시각적 전통을 결합하여 이 시기 셸터 레코드와 관련된 블루스와 록 음반의 시각적 정체성을 정의하는 데 도움을 주었다.

## 평가
| 전문가 평가                                | 전문가 평가 |
| 평가 점수                                  | 평가 점수   |
| 출처                                       | 점수        |
| ------------------------------------------ | ----------- |
| AllMusic                                   | [ 1 ]       |
| The Encyclopedia of Popular Music          | [ 4 ]       |
| MusicHound Rock: The Essential Album Guide | [ 5 ]       |
| The Rolling Stone Album Guide              | [ 6 ]       |

《Texas Cannonball》은 발매 당시 음악 평론가들로부터 대체로 긍정적인 평가를 받았다. 평론가들은 프레디 킹의 전통 블루스와 현대 록 요소의 역동적인 융합, 불타는 기타 연주와 감성적인 보컬 전달력을 높이 평가했다.
《커머셜 어필》은 1991년 《Texas Cannonball》의 재발매를 검토하면서 이 음반을 "명곡"이라고 불렀고, "50년대 후반과 60년대 초반의 전성기 이후 킹의 가장 훌륭한 보컬로 가득 차 있다"고 썼다. 2007년 《휴스턴 크로니클》은 이 음반을 75개의 텍사스 블루스 필수 음반 중 하나로 선정했다.
2007년, 《휴스턴 크로니클》은 《Texas Cannonball》을 "75개의 필수 텍사스 블루스 음반" 목록에 올려 이 음반이 장르 내에서 중요한 기록으로 자리매김하게 되었다고 평가했다.
현대의 평가에서도 이 음반의 영향력이 여전히 인정받고 있다. 올뮤직의 평론가 리치 언터버거는 이 음반이 "그의 첫 번째 셸터 레코드 음반인 《Getting Ready...》와 비슷하지만, 더 많은 록 느낌이 있다"며 블루스의 거칠음과 록의 에너지가 성공적으로 결합된 점을 강조했다.

## 곡 목록
| #  | 제목                                              | 작사·작곡            | 재생 시간 |
| -- | ------------------------------------------------- | -------------------- | --------- |
| 1. | 〈Lowdown in Lodi〉                               | 존 포거티            | 3:06      |
| 2. | 〈Reconsider Baby〉                               | 로웰 풀슨            | 3:57      |
| 3. | 〈Big Leg Woman (With a Short Short Mini Skirt)〉 | 이스라엘 톨베르트    | 3:52      |
| 4. | 〈Me and My Guitar〉                              | 척 블랙웰, 리언 러셀 | 4:02      |
| 5. | 〈I'd Rather Be Blind〉                           | 러셀                 | 3:45      |

| #  | 제목                          | 작사·작곡                    | 재생 시간 |
| -- | ----------------------------- | ---------------------------- | --------- |
| 1. | 〈Can't Trust Your Neighbor〉 | 아이작 헤이스, 데이비드 포터 | 3:54      |
| 2. | 〈You Was Wrong〉             | 프레디 킹                    | 3:45      |
| 3. | 〈How Many More Years〉       | 하울링 울프                  | 3:25      |
| 4. | 〈Ain't No Sunshine〉         | 빌 위더스                    | 3:15      |
| 5. | 〈The Sky Is Crying〉         | 엘모어 제임스                | 3:24      |